# گمینا پوونگاو-برامورا
گمینا پوونگاو-برامورا (به لهستانی:  Gmina Płoniawy-Bramura) یک گمینا در لهستان است که در شهرستان ماکوف واقع شده‌است. گمینا پوونگاو-برامورا ۱۳۴٫۹۶ کیلومتر مربع مساحت و ۵٬۸۶۴ نفر جمعیت دارد.